# Televisiestudio

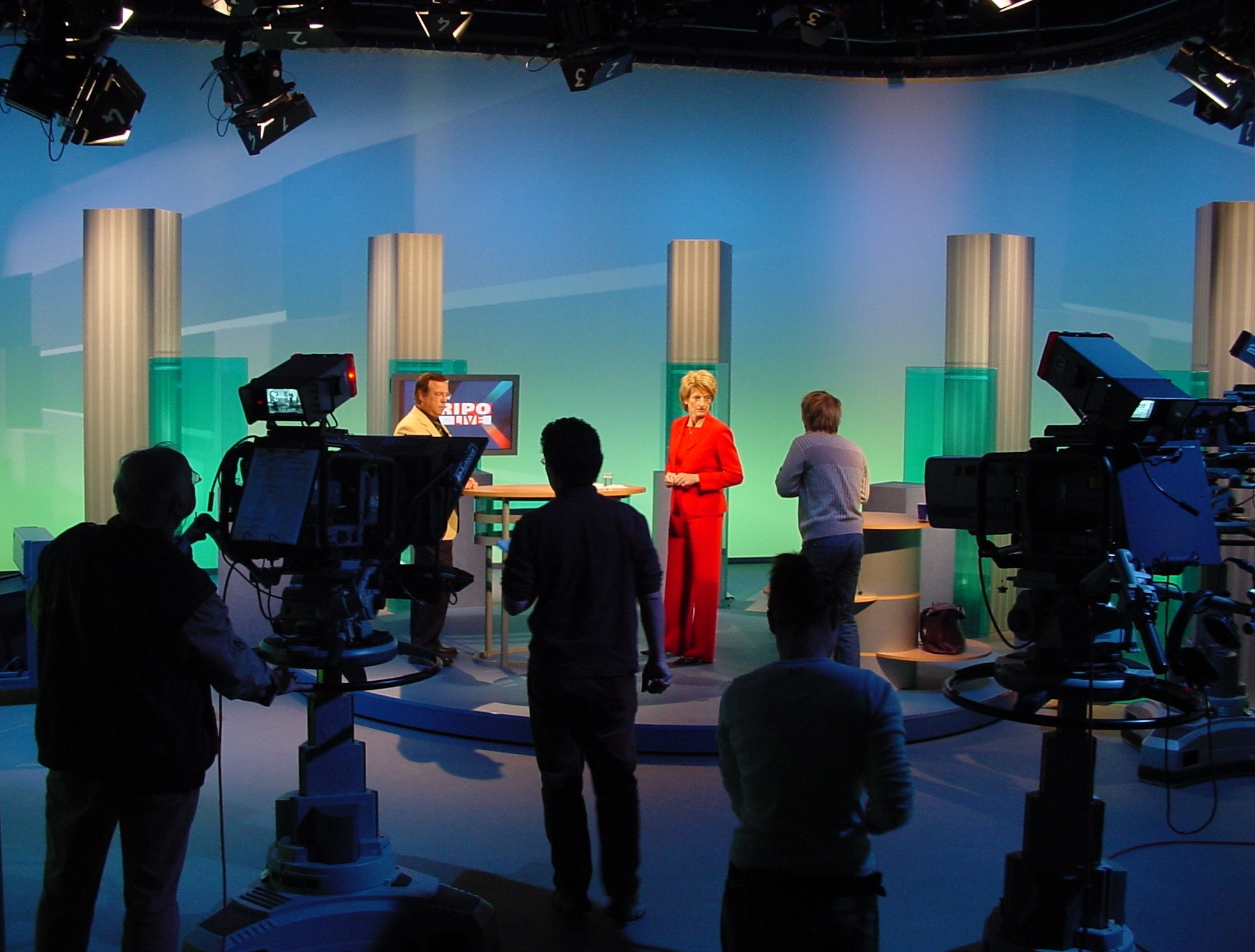
Opnames van "Kripo live" in studio 1 van de Duitse openbare omroep MDR.

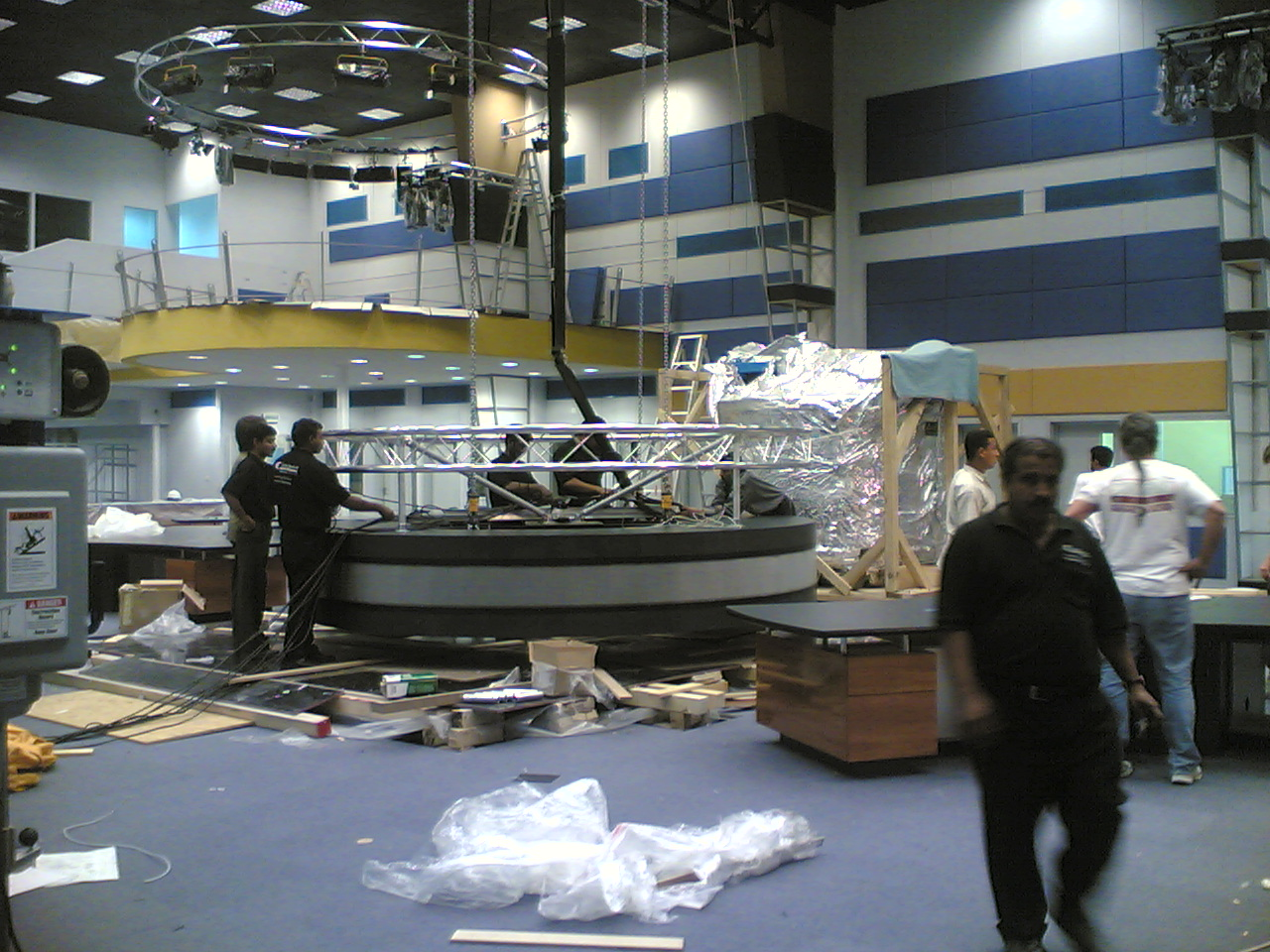
Nieuwsstudio van de Engelstalige Al Jazeera in Londen in opbouw.

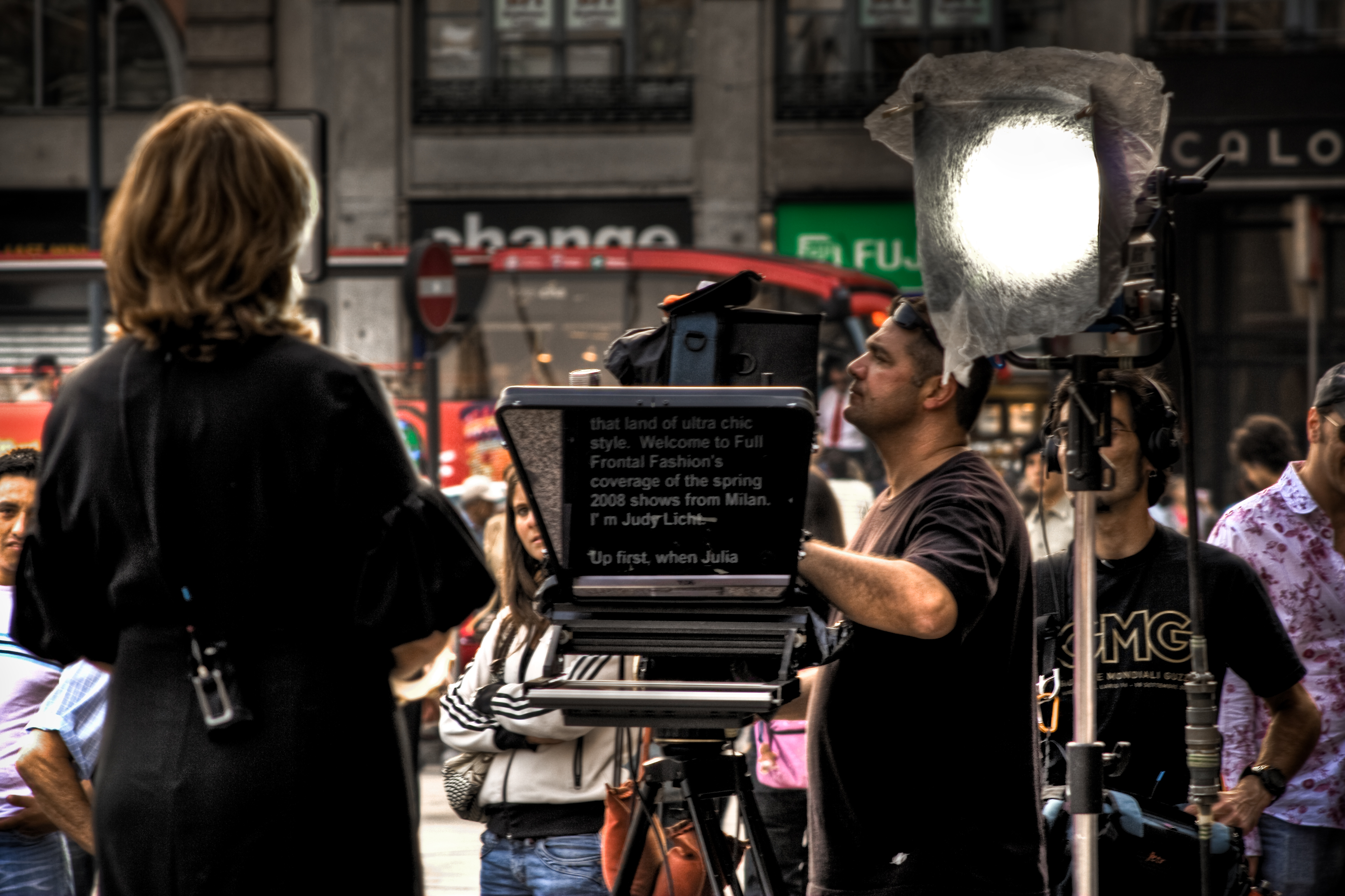
Een autocue in gebruik.

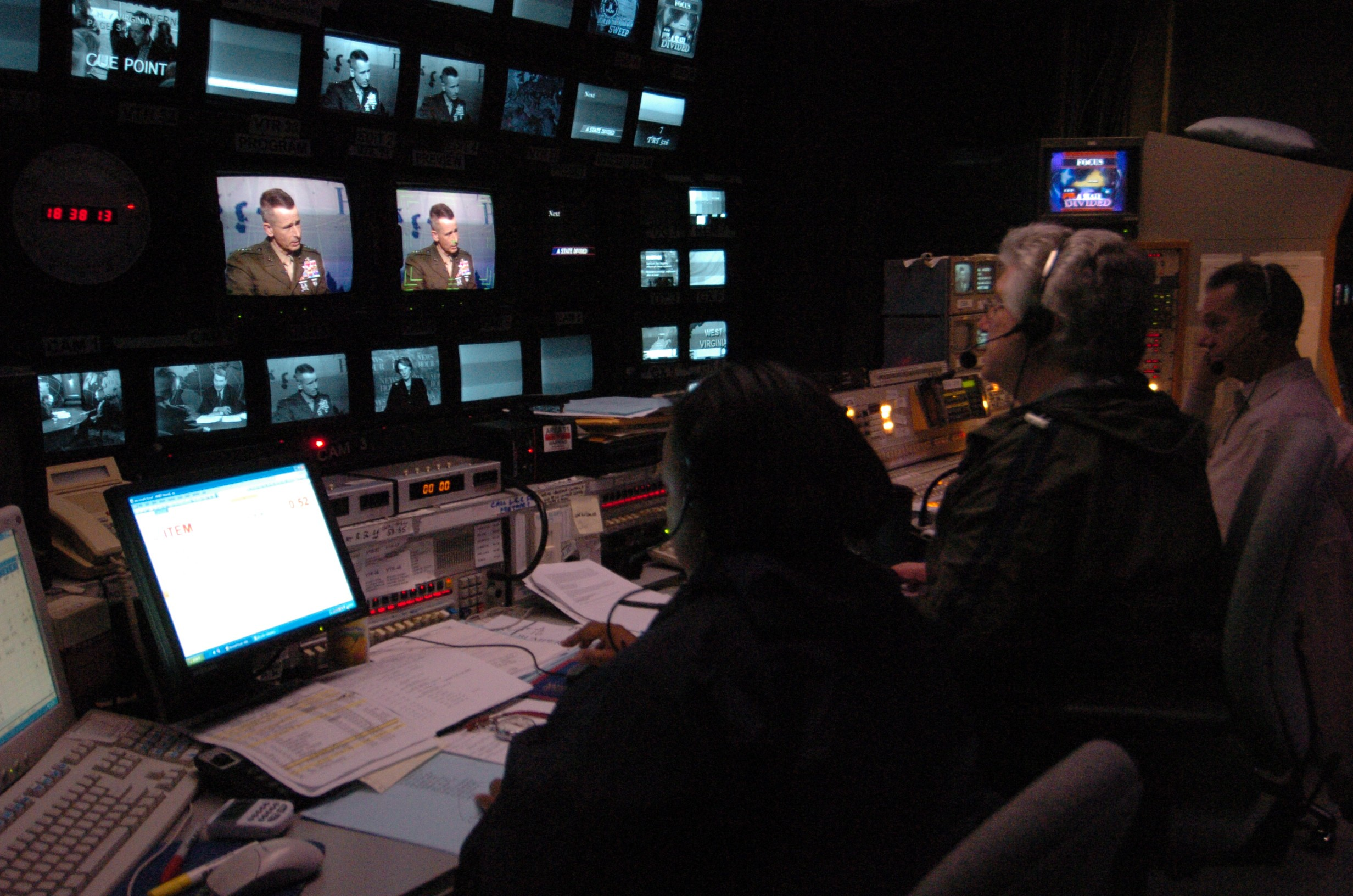
De regiekamer met een monitormuur van het Amerikaanse televisienet PBS.

Een televisiestudio is een welbepaalde ruimtelijke inrichting waarin televisie- en videoproducties plaatsvinden. Sommige studio's zijn ingericht voor live-uitzendingen en zijn uitgerust met directe satellietverbindingen, andere dienen voor het opnemen van producties. De opbouw van een televisiestudio is vrij gelijklopend met die van een filmstudio, met het verschil dat enkele onderdelen eigen zijn aan de studio zelf en specifiek dienen voor televisieproductie.
Een professionele televisiestudio is meestal opgebouwd uit een studio met daaromheen verscheidene ruimtes, die door akoestische deuren van elkaar afgesloten zijn. De ruimtes dienen voor regie, licht, geluid, camerabediening, speciale effecten (ondertiteling), postproductie, live-uitzending, ... en worden door een intercom-systeem met elkaar verbonden.

## Studio-opbouw
De studio is de ruimte waar de eigenlijke opnames van een televisieproductie plaatsvinden. Zo'n studio bestaat uit verschillende karakteristieke installaties :
- het decor, dat kan bestaan uit een vaste opstelling of een ambulante opstelling. De vaste opstelling blijft gedurende de hele tijd dat de televisieproductie loopt staan. Dit kan variëren van enkele dagen tot enkele maanden. Een ambulant decor kan na een televisieproductie onmiddellijk en snel afgebroken worden om een andere productie  onder te brengen. Later kan het decor weer opgebouwd worden.
- televisiecamera's, die het gebeuren in de studio in beeld brengen. In de controlekamer wordt door de regisseur bepaald welke camera op een bepaald moment mag filmen. En eveneens welke camerabeeld het hoofdbeeld vormt dat dus uitgezonden gaat worden bij directe uitzendingen. In studio's voor nieuwsuitzendingen kunnen de camera's eventueel voorzien zijn van een autocue. Ook kan het dan zijn dat er dan een aparte autocue is.
- microfoons, die zorgen voor geluidstransmissie.
- studioverlichting, die zorgt voor een zichtbare studio.
- videomonitoren voor visuele feedback in de controlekamer.
- een public adress-systeem voor weergave van het geluid in de studio. Dit is belangrijk bij opnames met publiek.

## Medewerkers in een studio
Terwijl een televisieproductie aan de gang is, werken er verscheidene mensen samen (de crew of ploeg geheten) mee om alles in orde te krijgen:
- Presentatoren en moderatoren komen rechtstreeks in beeld.
- Een opnameleider, die de leiding in de studio heeft, en die alle tijdslimieten en de ploeg in de gaten houdt. Hij is diegene die steeds rechtstreeks contact met de regisseur in de regiekamer heeft.
- Een of meer cameramannen die de camera's bedienen. Soms kunnen die worden vervangen door mensen die in de controlekamer automatische camera's bedienen.
- In nieuwsuitzendingen is er meestal een autocue-operator aanwezig, die de autocue bedient.

## Controlekamer
Naast de studio, waar de eigenlijke productie plaatsvindt, is er een verzameling van aparte kamers rond de studio, die de controlekamer (ook wel SCR of Studio Control Room) wordt genoemd. Die ruimtes hoeven niet per se gescheiden te zijn, ze kunnen ook in dezelfde ruimte zijn ondergebracht. 
Indien wel gescheiden zijn de afdelingen in principe als hieronder.
De regiekamer met daarin:
- een muur met allerlei beeldschermen, de zogenaamde monitormuur. Deze monitoren vertonen o.a. de beelden van alle in de studio aanwezige camera's, waardoor de regisseur beeld heeft op alle camera's in de studio. Hij kan kiezen welk beeld op een bepaald moment in beeld komt.
- een 'schakeltafel' voor beeldmenging.
- een titelgenerator, die zorgt dat ondertitels en tekstbalken hun plaats op het scherm krijgen.

De geluidkamer met daarin:
- audiomengpanelen voor geluid.
- jingle-apparatuur, een apparaat waarmee meestal korte muziekjes worden afgespeeld, bijvoorbeeld een tune.

De cameracontrolekamer met daarin:
- de beeldtechnicus, die met allerlei meetapparatuur, zoals oscilloscopen, vectorscopen en cameracontrolepanelen zorgt voor de fijnafstelling van de camera's.
- de tape operator, die de uitzending kan opnemen, en/of video's kan afspelen.

Naast een nieuwsstudio ligt vaak de nieuwsredactie, waardoor snel kan worden bericht als er itemveranderingen zijn.

## Andere faciliteiten
Rond een studio kunnen ook nog andere ruimtes liggen:
- Make-upruimte
- Een of meer kleedkamers
- Een bar voor studiogasten
- Sanitaire voorzieningen, zoals toilet en een badkamer